# HMAS Canberra (1927)
HMAS „Canberra” – australijski krążownik ciężki, jeden z dwóch zamówionych dla Royal Australian Navy okrętów typu „Kent”, w służbie od 1928 roku.
W czasie II wojny światowej był początkowo wykorzystywany w służbie konwojowej na wodach macierzystych oraz na trasach do Afryki Południowej i Azji. Od początku 1942 roku, wobec narastającego zagrożenia ze strony Japonii, operował głównie w rejonie Nowej Gwinei. W nocy z 31 maja na 1 czerwca cumował w Sydney podczas ataku japońskich miniaturowych okrętów podwodnych. Po rozpoczęciu kampanii na Guadalcanalu wszedł, wraz z siostrzaną „Australią” w skład amerykańsko-australijskiego zespołu krążowników, Task Force 44. W nocy z 8 na 9 sierpnia 1942 roku uczestniczył w bitwie koło wyspy Savo. Został poważnie uszkodzony i obezwładniony 24 pociskami japońskich krążowników. Trafienie w mostek zabiło między innymi dowódcę okrętu kmdr. F.E. Gettinga, trafienie w maszynownię zatrzymało płonący okręt i odcięło dopływ prądu, a działa „Canberry” nie zdążyły otworzyć ognia - oddano tylko jeden strzał. Możliwe, że okręt został dodatkowo przypadkowo trafiony w prawą burtę torpedami amerykańskiego niszczyciela USS „Bagley” wystrzelonymi w stronę Japończyków. Z uwagi na ciężkie uszkodzenia, załoga została ewakuowana i okręt został dobity torpedą amerykańskiego niszczyciela USS „Ellet” (DD-398).